# Albert Borschette
Albert Borschette (Diekirch, 14 juni 1920 - Brussel, 8 december 1976) was een Luxemburgs schrijver, politicus en eurocommissaris.
In 1957 verscheen zijn roman Doorgaan met sterven (Continuer à mourir). Van 1958 tot 1970 was Borschette permanent vertegenwoordiger van Luxemburg bij de Europese Gemeenschappen in Brussel. In 1970 werd hij eurocommissaris voor regionaal beleid, voor mededinging en voor financiën en begroting in de commissie-Malfatti en de commissie-Mansholt. Vanaf 1973 bleef hij alleen bevoegd voor concurrentie in de commissie-Ortoli. In mei 1976 kreeg hij na een scherp debat een beroerte en geraakte hierna in een coma. In juli 1976 werd zijn positie waargenomen door Raymond Vouel. Borschette overleed in december 1976. Het Congrescentrum Albert Borschette (CCAB) van de Europese Commissie in de Brusselse Froissartstraat werd naar hem genoemd.
 Albert Borschette* ·  Guido Brunner ·  Claude Cheysson ·  Ralf Dahrendorf* ·  Jean-François Deniau* ·  Cesidio Guazzaroni ·  Finn Olav Gundelach ·  Wilhelm Haferkamp ·  Patrick Hillery ·  Pierre Lardinois ·  François-Xavier Ortoli ·  Carlo Scarascia-Mugnozza ·  Henri Simonet ·  Christopher Soames ·  Altiero Spinelli* ·  George Thomson ·  Raymond Vouel 
  * afgetreden 
 Raymond Barre ·  Albert Borschette ·  Albert Coppé ·  Ralf Dahrendorf ·  Jean-François Deniau ·  Wilhelm Haferkamp ·  Sicco Mansholt ·  Carlo Scarascia-Mugnozza ·  Altiero Spinelli
 Raymond Barre ·  Albert Borschette ·  Albert Coppé ·  Ralf Dahrendorf ·  Jean-François Deniau ·  Wilhelm Haferkamp ·  Franco Maria Malfatti ·  Sicco Mansholt ·  Altiero Spinelli